# Годен (лунный кратер)
Кратер Годен (лат. Godin) — крупный молодой ударный кратер в материковой местности между Заливом Центральный и Морем Спокойствия на видимой стороне Луны. Название присвоено в честь французского астронома Луи Годена (1704—1760) и утверждено Международным астрономическим союзом в 1935 г. Образование кратера относится к коперниковскому периоду.

## Описание кратера

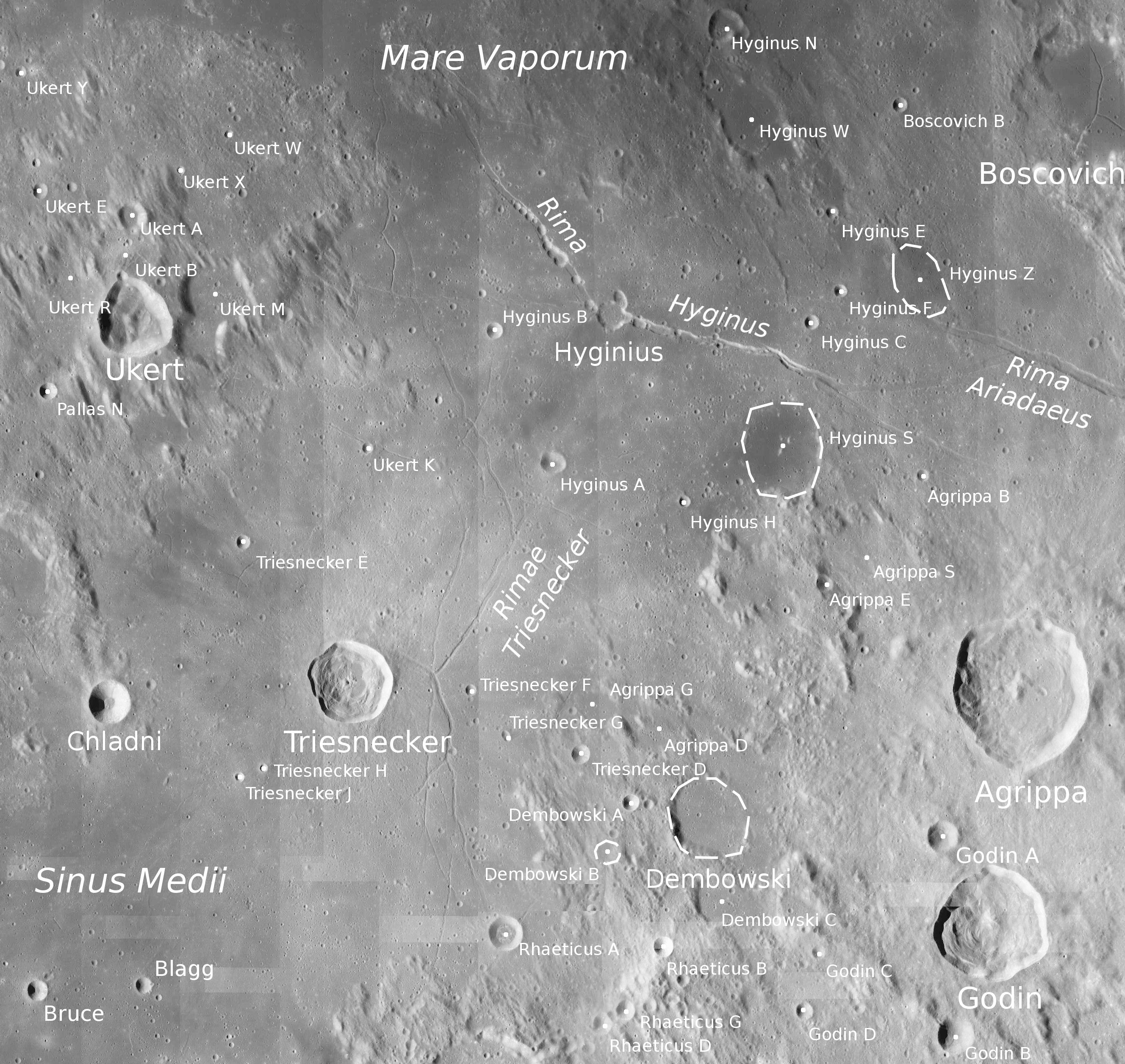
Окрестности кратера Годен. Снимок Lunar Reconnaissance Orbiter.

Ближайшими соседями кратера являются кратер Дембовский на западе-северо-западе, кратер Агриппа на севере, кратер Темпель на северо-востоке, кратер Дарре на востоке; кратер Теон Старший на востоке-юго-востоке; кратер Ладе на юге; а также кратер Рэтик на западе-юго-западе. На западе от кратера находится Залив Центральный; на востоке — Море Спокойствия. Селенографические координаты центра кратера 1°49′ с. ш. 10°10′ в. д. / 1,82° с. ш. 10,16° в. д., диаметр 34,3 км, глубина 3,2 км.
Кратер имеет полигональную форму, южная часть шире северной, практически не подвергся разрушению. Внутренний склон вала имеет террасовидную структуру. Средняя высота вала кратера над окружающей местностью 960 м, объем кратера составляет приблизительно 820 км³. Дно чаши кратера сильно пересеченное, имеет более высокое альбедо по сравнению с окружающей местностью, что характерно для молодых кратеров. В чаше кратера находится центральный пик с возвышением 1648 м, несколько смещенный к северу от центра.
Вал кратера Годен имеет яркость 8° по таблице яркостей Шрётера.
Кратер Годен включён в список кратеров с яркой системой лучей Ассоциации лунной и планетарной астрономии (ALPO), его лучевая система простирается на расстояние около 375 км.

## Кратковременные лунные явления
В кратере наблюдались кратковременные лунные явления в виде свечения на фоне пепельного света и во время затмений.

## Сателлитные кратеры

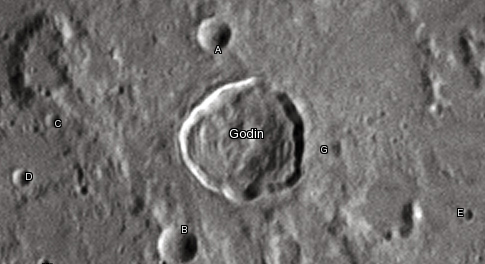
Снимок Девида Кемпбелла.

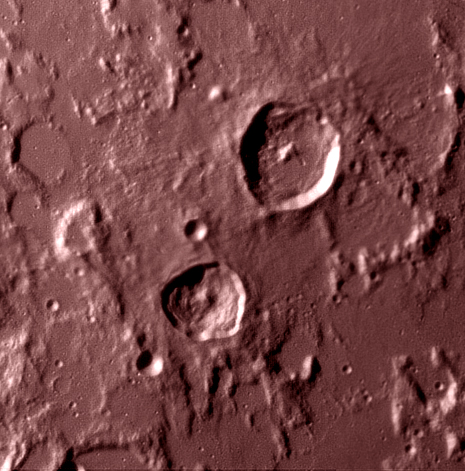
Кратер Годен (внизу) и Агриппа (вверху)

| Годен | Координаты                                          | Диаметр, км |
| ----- | --------------------------------------------------- | ----------- |
| A     | 2°40′ с. ш. 9°40′ в. д. / 2,67° с. ш. 9,66° в. д.   | 9,4         |
| B     | 0°44′ с. ш. 9°47′ в. д. / 0,73° с. ш. 9,79° в. д.   | 11,3        |
| C     | 1°32′ с. ш. 8°23′ в. д. / 1,54° с. ш. 8,38° в. д.   | 4,0         |
| D     | 0°58′ с. ш. 8°14′ в. д. / 0,97° с. ш. 8,24° в. д.   | 5,1         |
| E     | 1°40′ с. ш. 12°22′ в. д. / 1,66° с. ш. 12,37° в. д. | 3,6         |
| G     | 1°56′ с. ш. 10°58′ в. д. / 1,93° с. ш. 10,97° в. д. | 5,6         |